# 파다 (차드)

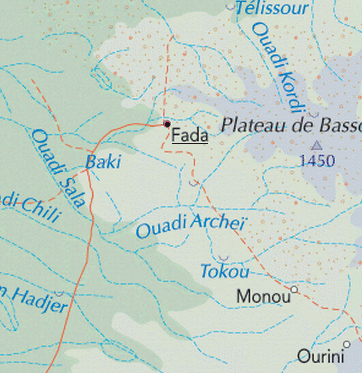
파다 인근 지대를 나타낸 지도

파다(프랑스어: Fada)는 차드 북동부에 위치한 도시로, 엔네디 주의 주도이며 인구는 23,786명(2005년 12월 기준)이다. 차드의 대통령 이드리스 데비가 태어난 곳이기도 하다.